# Касвил (Висконсин)
Касвил (енгл. Cassville) град је у америчкој савезној држави Висконсин.

## Демографија
По попису из 2010. године број становника је 947, што је 138 (-12,7%) становника мање него 2000. године.
| Група             | 2000.         | 2010.       |
| Белци             | 1.073 (98,9%) | 933 (98,5%) |
| Афроамериканци    | 0 (0,0%)      | 0 (0,0%)    |
| Азијати           | 0 (0,0%)      | 2 (0,2%)    |
| Хиспаноамериканци | 4 (0,4%)      | 3 (0,3%)    |
| Укупно            | 1.085         | 947         |